# Gabriel Lafond de Lurcy
Pour les articles homonymes, voir Lafond.
Gabriel Pierre Lafond de Lurcy (Lurcy-Lévy, 25 mars 1802 - Paris 2e, 28 avril 1876) est un navigateur, explorateur et aventurier français qui participa à l'indépendance du Pérou et de l'Équateur, et comme représentant du Costa Rica en France.

## Biographie
Gabriel Marie Pierre Marc Lafond, naît dans la maison de son grand-père Pierre Lafond, notaire Royal à Lurcy-Lévis. Il est l'ainé d'une fratrie de trois enfants, frère baptisé par Joachim Murat et une sœur. Son père, Gabriel Lafond décoré d'un sabre d'honneur puis de la légion d'honneur, capitaine de l’armée à 18 ans, chef de bataillon en 1794 à 20 ans, état major de Laurent de Gouvion-Saint-Cyr à Milan, gouverneur de Pavie pendant la campagne d'Italie, chef de brigade en 1806 mort à Posen à 32 ans marié le 20 avril 1800 à Paimbœuf avec Jacquette Marie Magdeleine Mayet, fille d'un officier de la marine royale Guy de Mayet, patenté par Louis-Jean-Marie de Bourbon. Après la mort de son père, en 1811 il est placé au Lycée de Nantes jusqu'à la fin de l'année scolaire 1815-1816 à la suite de la décision de dissoudre l'internat et de renouveler l'effectif.  Renonçant à ses ambitions de conquêtes militaires, une période de paix étant installée, Il décide alors de suivre la carrière honorable de son grand-père et de s'orienter dans la marine. Grâce à son ami Adolphe Hummel parent de l'armateur, il s'embarque le 4 juin 1818 comme apprenti marin et pilotin sur le voyage d'inauguration et premier navire français à pénétrer dans le port de Canton après 25 ans d’interruption, voilier trois mâts de 810 tonneaux Fils-de-France, appartenant à l'armateur Thomas Dobrée et affrété avec son associé Dubois-Violette, subrécargue pour ce voyage de commerce vers Canton, Cochinchine et les îles de Philippines. Un pilotin n'était pas un mousse, mais un apprenti officier éduqué à bord d'un navire en pleine mer par une expérience immersive, formation stratégique pour son avenir d'officier. Sa solde à bord est alors de 22 Francs, la solde minimum à bord étant de 12 Francs pour le mousse et le maximum 300 Francs par mois.  Après son retour à Saint-Nazaire le 4 juin 1819 il embarque à nouveau le 10 août 1819 sur le Fils-de-France, toujours comme pilotin avec une solde de 24 Francs par mois et arrive à 18 ans à Manille en février 1820. Un poste d'officier sur un petit navire, La Maria, est  proposé par un armateur arménien du nom de Pé-Tiong. Pensant qu'il serait second à bord sous la direction d'un capitaine, Gabriel Lafond accepte le poste rémunéré 200 Francs par mois après approbation du capitaine du Fils-de-France, Conte de Saint Belin qui l'autorise à interrompre son contrat en notant dans le registre du Fils-de-France "Débarqué à Manille le 10 février 1820". Gabriel Lafond embarque à Manille sur le brick La Maria comme 2e capitaine et revient à Manille une vingtaine de jours plus tard par un manque de matériel essentiel à bord non fourni par l'armateur et l'insuffisance de nourriture, utilisée lors de l'échouage du brick due à une carte maritime mal documentée. A Manille, le trois mâts La Rita destiné à un voyage vers le Mexique est apprêté par des négociants et Félix Dayot né Généreux Félix Prosper Dayot lui propose le poste de 3e officier avec Don Andrés Palmero ancien médecin de la flotte du général Alava pour un départ fin mars 1920. Comme 3e officier, ses appointements tournent autour de 200 Francs par mois.
Il voyage alors sur le Pacifique jusqu'à San Blas au Mexique puis Guayaquil avant d'entrer au service de Simon Bolivar comme lieutenant à bord du Santa Rita (1821). 
Il participe alors à la campagne du Chocó et en 1822, croise sur le navire de guerre Venturoso sur les côtes de la Colombie et de l’Équateur. Chargé de convoyer des troupes vers Pasto et Quito, il fait jonction avec les hommes de l'amiral Cochrane. 
En 1823, José de San Martín lui donne le commandement de l'Estrella pour intercepter les navires espagnols opérant au nord de Callao. Pour ses services, il est récompensé de l'ordre du Soleil (1824). 
Devenu armateur au Pérou, il fait de fructueuses affaires et, en 1828, voyage de nouveau aux Philippines et en Chine avec escale aux îles Sandwich. Ses goélettes mouillent ensuite à Singapour, Macassar, aux Moluques, à Soulou et à Manille (1829) puis, en 1830, il longe les côtes de la Nouvelle-Hollande, explore les îles des Amis mais fait naufrage sur les récifs des îles. 
Il parvient à rejoindre les Mariannes (1831), passe à Guam et s'installe à Manille où il repart comme passager à bord d'un navire marchand (1833) qui, après escale à l'île Bourbon, le ramène à Nantes. 
Lafond de Lurcy demeure ensuite à Paris où il fonde des sociétés dans le but de développer le commerce entre la France et les pays sud-américains de la côte Pacifique. Il devient membre de la Société de géographie de Paris et reçoit en 1845 la Légion d'honneur. 
Consul du Costa Rica en France (1849), il étudie les moyens d'accès à la Californie par le Costa Rica lors de la ruée vers l'or.

## Publications
- Excursion dans la rivière de Chinquiquira qui a son embouchure dans la baie de Cascajal, province du Choco dans la Colombie, Bulletin de la Société de géographie, 1839, p. 121-143
- Voyages autour du monde et naufrages célèbres, 8 vols., 1843-1844[7]
- Un mot sur l'émancipation de l'esclavage et sur le commerce maritime de la France, 1844
- Notice sur le Golfo Dulce, dans l'État de Costa-Rica, 1856
- Quinze ans de voyage autour du monde[8]
- Notice sur le Golfo Dulce, dans l'État de Costa-Rica et sur un nouveau passage entre les deux Océans[9]
- Notice sur le Chile par un voyageur français[10]
- Guide de l'assureur et de l'assuré en matière d'assurances maritimes[11]
- Viaggio nell' America Spagnuola in tempo delle guerre dell'independenza, 1843[12]